# Aquifère du bassin de Lotikipi
L’aquifère du bassin de Lotikipi, qui se trouve dans le Nord-Ouest du Kenya, contient 200 milliards de mètres cubes d'eau potable et recouvre une surface de 4 164 km2. L'aquifère, découvert en septembre 2013, est neuf fois plus grand que tout autre aquifère du Kenya et pourrait répondre aux besoins de la population pendant 70 ans, ou indéfiniment s'il est exploité avec rigueur,.
L'aquifère a été découvert par Alain Gachet mandaté par l'UNESCO auprès du gouvernement du Kenya. La société du savant français, Radar Technologies International Exploration, a eu recours à une technique de son invention dérivée de la prospection pétrolière, qui combine les images satellites, le radar spatial, les cartes géologiques, les données sismiques. Le financement a été assuré par le gouvernement japonais. 
L'aquifère se trouve à 300 mètres sous le niveau du sol et s'étend jusqu'au frontières du Soudan du Sud, Éthiopie et Ouganda, une région peu peuplée et susceptible de conflits à cause de la rareté des ressources. Dans une région aussi éloignée, tirer de l'eau d'un aquifère aussi profond tout en maintenant les puits ouverts est un défi technologique pour le gouvernement du Kenya.